# Historia Hetmanatu

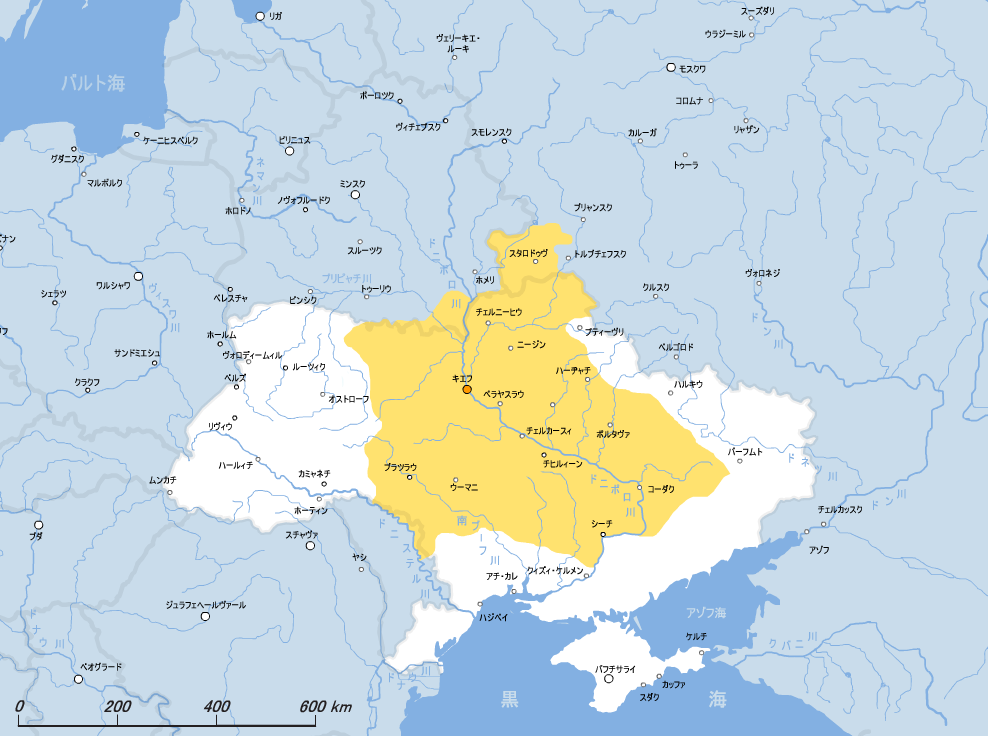
Hetmanat w roku 1654

Historia Hetmanatu – dzieje autonomicznej struktury politycznej (autonomicznego samorządu kozackiego) istniejącego de iure od zawartej z Rzecząpospolitą ugody zborowskiej (1649) i ugody perejesławskiej z Rosją w 1654 r., w której hetman kozacki podporządkował się Moskwie. Od 1663 istniały de facto dwa hetmanaty na lewym i prawym brzegu Dniepru (Ukraina Lewobrzeżna i Ukraina Prawobrzeżna). Autonomia kozacka na lewobrzeżu została zlikwidowana przez Rosję w 1764 roku.

## Geneza
W drugiej połowie XVI wieku na pograniczu Naddnieprza, tzw. Dzikich Polach uformowała się społeczność wojskowa Kozaków zaporoskich, chroniąca pogranicze przed najazdami Tatarów krymskich i uczestnicząca w wojnach pierwszej połowy XVII w. w ramach wojsk Rzeczypospolitej. Kozaczyzna od końca XVI wieku była jednocześnie ośrodkiem powstań kozackich w obronie swego niezależnego statusu, a z czasem i statusu ludności ruskiej w Rzeczypospolitej.
Od końca XVI w. doszło do serii powstań Kozaków zaporoskich przeciwko Koronie. Pierwszymi były: powstanie Kosińskiego i powstanie Nalewajki. W 1637 roku wybuchło w Naddnieprzu powstanie Pawluka, którego stłumienie doprowadziło do przejściowego ograniczenia praw Kozaczyzny.

## Powstanie Chmielnickiego
Hetmanat powstał de facto po ucieczce Chmielnickiego wczesną wiosną 1648 na Sicz, gdzie, szermując hasłami wyzwolenia spod władzy magnatów sprzeciwiających się woli królewskiej, przejął władzę z rąk atamana koszowego i stanął na czele powstania jako hetman kozacki.
Na początku stycznia 1649 Chmielnicki przybył do Kijowa, gdzie powitali go patriarcha jerozolimski Teofanes III i prawosławny metropolita kijowski Sylwester Kossów. Patriarcha odpuścił Chmielnickiemu w Soborze św. Sofii wszystkie grzechy obecne i przyszłe, dał ślub per procura z przebywającą w Czehryniu Motroną, oraz pobłogosławił na „wojnę z Lachami”.
Rozpoczęte w Zamościu w listopadzie 1648 rokowania kontynuowano w lutym 1649 w Perejasławiu, jednak utrzymanie rozejmu nie było możliwe – w marcu pułki kozackie rozpoczęły umacnianie granicy na wododziałach Słuczy i Murafy, a polskie oddziały magnackie rozpoczęły działania na prawym brzegu Horynia. Walczono również o Bar.
Również w 1649 hetman Bohdan Chmielnicki porzucił ideę „autonomii kozackiej”, i podjął myśl utworzenia państwa na całym „terytorium ruskim” (całą Ruś po Lwów, Chełm i Halicz), a zamiast Wojska Zaporoskiego, o całym narodzie ruskim, który chciał wyrwać z „lackiej niewoli”.

## Ugoda zborowska, uznanieHetmanatuprzez Rzeczpospolitą
17 sierpnia 1649 podpisano ugodę zborowską z Rzecząpospolitą. Po ponownym wybuchu wojny i zwycięstwie wojsk koronnych pod Beresteczkiem system autonomii terytorialnej (choć ograniczony do województwa kijowskiego) został potwierdzony przez króla, Rzeczpospolitą i Wojsko Zaporoskie w 1651 w ugodzie w Białej Cerkwi. Jednak ugoda ta pozostała tylko na papierze – Sejm zebrany wiosną 1652 jej nie zatwierdził. W związku z tym Chmielnicki wydał uniwersał wzywający do nowej wojny.
Formalnie przyczyną nowej wojny był wymarsz kozacko-tatarskiego oddziału pod dowództwem Tymosza Chmielnickiego do Mołdawii w celu zawarcia przez Tymosza małżeństwa z Rozandą Lupu. Naprzeciw jego oddziałowi wysłano armię polską pod dowództwem Marcina Kalinowskiego. Stoczyła ona z Kozakami przegraną bitwę pod Batohem.
Po bitwie Chmielnicki złożył propozycję oficjalnego przywrócenia artykułów ugody zborowskiej. Jednak sejm odrzucił tę propozycję, uchwalając jednocześnie zwiększenie armii. Do końca 1652 utworzono 68 nowych chorągwi, a ogólna liczebność armii polskiej wzrosła do 34 tysięcy. Armia ta zaczęła gromadzić się w Glinianach w lipcu 1653, a na początku października dotarła do Żwańca koło Chocimia, gdzie została oblężona przez wojska kozacko-tatarskie. Pod koniec listopada podjęto rozmowy, które prowadzili pułkownicy kozaccy.

## Dyplomacja Chmielnickiego

### Stosunki kozacko-turecko-tatarskie
Pierwsze posłanie do chana Islama III Gireja Chmielnicki wysłał w 1648, jeszcze przed wybuchem powstania. Chanatowi Krymskiemu podlegały wówczas również Orda Nogajska i Orda Perekopska.
Rezultatem posłania była wyprawa beja perekopskiego Tuhaja w 1648 roku, z którymi wziął udział w bitwach nad Żółtymi Wodami i pod Korsuniem. W bitwie pod Piławcami wziął udział 5-tysięczny oddział murzy budziackiego Antymira. W oblężeniu Lwowa i Zamościa uczestniczyły wojska tatarskie pod dowództwem Tuhaja oraz brata chana Krym Gireja. W bitwie pod Zborowem uczestniczyły wojska tatarskie ordy nogajskiej i perekopskiej pod dowództwem Islama III Gireja z wezyrem Sefer Gazi agą.
Również w 1648, pod koniec października, Chmielnicki wyprawił poselstwo do sułtana tureckiego Mehmeda IV. Rozmowy dotyczyły przyjęcia przez Ukrainę protekcji Imperium osmańskiego. Na dworze tureckim wahano się, czy zachować dobre stosunki z Rzecząpospolitą, czy też przyjąć ofertę Chmielnickiego. Dzięki przychylności matki nieletniego sułtana, z pochodzenia Rusinki, wybrano drugą opcję. Na początku 1651 przysłano Chmielnickiemu sułtański niszan – przywilej biorący Chmielnickiego pod protekcję sułtana. W 1653 kolejne poselstwo przywiozło Chmielnickiemu sandżaki – insygnia władcy, którego zwierzchnikiem jest sułtan (buławę, szablę, buńczuk i kaftan). W zamian oczekiwano od hetmana tylko częściowego ograniczenia polityki zagranicznej, oraz corocznej wpłaty ustalonej daniny. W zamian sułtan zobowiązywał się do obrony terytorium przed wrogiem zewnętrznym.
Na radzie starszyzny kozackiej część pułkowników opowiedziała się za przyjęciem poddaństwa. Jednak udział armii kozackiej w walkach o tron mołdawski, w tym poparcie Vasile Lupu przeciw tureckiemu kandydatowi Ștefanowi Gheorghie wpłynęło negatywnie na rozwój stosunków dyplomatycznych. Po podpisaniu ugody perejasławskiej z Rosją, sprawa ewentualnego protektoratu oddaliła się na kilka lat.

### Stosunki kozacko-mołdawskie
Hospodar mołdawski Vasile Lupu od początku utrzymywał dobre stosunki z Hetmanatem. Pogorszyły się one w lecie 1650, wskutek tatarskiej wyprawy Krym Gireja na ziemie mołdawskie. Tatarzy chcieli ukarać Mołdawian za ich napaści, a do udziału w wyprawie z racji zawartego sojuszu zmuszeni byli Kozacy Chmielnickiego. We wrześniu 1650 przeprawili się wspólnie z Tatarami przez Dniestr, i z zaskoczenia zajęli Jassy.
Po zajęciu miasta zażądano zawarcia sojuszu kozacko-mołdawskiego, którego poręczeniem miał być ślub Tymosza Chmielnickiego i Rozandy Lupu. Wyrażono na to zgodę, i po ślubie na początku września Tymosz z żoną powrócił na Ukrainę.
Na wiosnę 1653 Siedmiogród i Wołoszczyzna (a z nią Turcja) podjęły spisek mający na celu usunięcie hospodara Lupu i osadzenie na jego miejsce Ceaurula. Wezwane na pomoc wojska kozackie zdobyły Suczawę, i wkroczyły na teren Wołoszczyzny, jednak wkrótce zostały zepchnięte i oblężone w Suczawie, gdzie podczas oblężenia zginął Tymosz, a razem z nim plany dynastyczne Chmielnickich.

### Stosunki kozacko-rosyjskie
Kontakty kozacko-rosyjskie miały długą historię. Kozacy zaporoscy wraz z Kozakami dońskimi wspólnie osadzili na tronie Dymitra Samozwańca. W 1621 oddziały Kozaków dońskich walczyły w Chocimiu, a w 1637 wspólnie zaatakowały turecką twierdze Azow, i utrzymały ją do 1641. Poza tym Kozacy zaporoscy oprócz granic Polski osłaniali również granice Carstwa Rosyjskiego.
Po wybuchu powstania Chmielnickiego pierwszy list do cara Aleksego Michajłowicza został wysłany już 18 czerwca 1648. Był on podyktowany koncentracją wojsk rosyjskich przy północnej granicy Hetmanatu – Moskwa była zaniepokojona wybuchem powstania i sojuszem kozacko-tatarskim. List spełnił swoją rolę, i przygotowania rosyjskie do marszu na południe zostały wstrzymane.
Pod koniec lipca Chmielnicki po raz drugi zwrócił się do cara, zachęcając go do uderzenia na Rzeczpospolitą i odebrania ziem zdobytych przez Polskę w wojnie smoleńskiej. Zmusiłoby to polskie wojska do walki na dwa fronty. Rosja jednak nie czuła się na siłach, aby naruszyć pokój polanowski. Późniejsze wizyty w Moskwie posłów hetmańskich i ciągłe prośby o pomoc wojskową pozostawały bez echa. Posłów przyjmowano bardzo życzliwie, ale kończyło się na propozycjach mediacji pomiędzy królem polskim a Wojskiem Zaporoskim. Przełom we wzajemnych stosunkach nastąpił pod koniec 1650. W lutym 1651 Sobór Ziemski opowiedział się za zerwaniem pokoju z Polską, a w lipcu posłowie moskiewscy przywieźli Chmielnickiemu obietnicę carskiej łaskawości.
W marcu 1652 rozpoczęły się rozmowy o warunkach ewentualnego sojuszu. Akcja polityczna uległa przyśpieszeniu, kiedy pod koniec maja 1653 poselstwo sułtańskie przywiozło insygnia wasala sułtańskiego. W czerwcu 1653 Sobór Ziemski uchwalił przyjęcie państwa kozackiego pod protektorat cara. 2 lipca car wysłał Chmielnickiemu gramotę, w której oznajmiał o przyjęciu Wojska Zaporoskiego z miastami ich i ziemiami, pod monarchy wysokiego rękę, a 11 października 1653 Sobór Ziemski Carstwa Rosyjskiego zatwierdził decyzję i ogłosił zerwanie pokoju z Polską. Już 12 października wysłano na Ukrainę poselstwo pod przewodnictwem Wasyla Buturlina, które na początku listopada dotarło do granicy z Ukrainą w Putywlu. Było jednak zmuszone do oczekiwania tam do końca roku na zebranie się starszyzny i wojska kozackiego w Perejasławiu.

## Ugoda perejasławska
9 stycznia 1654 delegacja moskiewska przybyła do Perejasławia. 18 stycznia 1654 Bohdan Chmielnicki podpisał układ z Carstwem Rosyjskim (ratyfikowany przez Radę kozacką) oddając Hetmanat pod protekcję cara Aleksego Michajłowicza, przy zachowaniu dotychczasowych przywilejów kozackich i autonomii Hetmanatu.
W czasie nabożeństwa w Soborze Uspieńskim w Perejasławiu wybuchł skandal. Poseł carski Wasyl Buturlin wezwał Chmielnickiego do złożenia przysięgi na wierność carowi, na co Chmielnicki zażądał, aby najpierw posłowie rosyjscy w imieniu cara przysięgli, że car nie naruszy kozackich swobód. Poseł odpowiedział, że w Rosji, to poddani składają przysięgę carowi, a nie car poddanym. W związku z tym Chmielnicki ze starszyzną opuścili sobór i udali się na długą naradę, jednak w końcu zdecydowali się złożyć przysięgę. Ostatecznie car nie zaprzysiągł wobec Hetmanatu postanowień ugody.

## Lata 1654-1657
W roku 1654 wobec postanowień ugody perejasławskiej podporządkowującej Hetmanat Carstwu Rosyjskiemu car Aleksy Michajłowicz zerwał traktat pokojowy w Polanowie i wypowiedział wojnę Rzeczypospolitej. Rosja dokonała dwiema armiami zbrojnego najazdu na obszar Korony i Litwy.
Wobec wystąpienia Carstwa Rosyjskiego po stronie Hetmanatu przeciwko Rzeczypospolitej nastąpiło „odwrócenie przymierzy”. W czerwcu 1654 dyplomacja Rzeczypospolitej odniosła sukces – zawarto wieczysty pokój z Chanatem Krymskim (sojusznikiem Kozaczyzny w latach 1648-1654) i ustanowiono sojusz tatarsko-polski przeciw Carstwu Rosyjskiemu i państwu kozackiemu.
Pod koniec maja 1655 (czyli przed potopem szwedzkim) rozpoczęły się intensywne kontakty Chmielnickiego z królem Szwecji Karolem X Gustawem oraz jego sojusznikami księciem siedmiogrodzkim Jerzym II Rakoczym i elektorem brandenburskim Fryderykiem Wilhelmem.
Zgodnie z zawartymi porozumieniami, armia kozacka wraz z rosyjskim korpusem posiłkowym skierowała się w kierunku Lwowa, i 29 września 1655 obległa miasto. Oblężenie trwało do listopada, kiedy to dotarła informacja o pojawieniu się na Ukrainie wojsk tatarskich. Chmielnicki pobrał wtedy kontrybucję od władz Lwowa, i zawrócił przeciw Tatarom.
Chmielnicki nie zaangażował się w pomoc Szwedom, ponieważ w listopadzie doszło do sporów na tematy terytorium kozackiego. W planach Chmielnickiego do państwa kozackiego miały być włączone ziemie województwa ruskiego, natomiast Karol Gustaw planował jego przyłączenie do własnego państwa. Wyniknął również spór rosyjsko-kozacki o ziemie południowej Białorusi, gdzie na terenie zajętym przez wojska rosyjskie Chmielnicki rozpoczął wprowadzanie administracji kozackiej.
W maju 1656 Rosja zaniepokojona militarnymi sukcesami Szwecji, zerwała z nią stosunki dyplomatyczne i wypowiedziała jej wojnę. Skutkowało to rozmowami rosyjsko-polskimi, trwającymi od 22 sierpnia do października 1656 w Wilnie. Delegacji kozackiej, która starała się o ustalenie granicy polsko-kozackiej zgodnie z historycznym przebiegiem granic Polski z księstwami ruskimi, do obrad nie dopuszczono.
Od listopada 1656 Chmielnicki rozwinął wielką akcję dyplomatyczną, starając się zawrzeć ugody z większością sąsiednich państw (z wyjątkiem Polski), jednak wskutek rozwijającej się choroby, przekazał w kwietniu 1657 za zgodą rady kozackiej władzę swojemu synowi
Jurijowi Chmielnickiemu. Bohdan Chmielnicki zmarł 6 sierpnia 1657 w Czehryniu, został pochowany miesiąc później w cerkwi św. Ilji w Subotowie. Przed śmiercią próbował szukać porozumienia z Rzecząpospolitą. Wysiłki te podjęli po śmierci Chmielnickiego jego najbliżsi współpracownicy w starszyźnie Hetmanatu, na czele z Iwanem Wyhowskim, pisarzem wojska zaporoskiego i opiekunem małoletniego Jerzego Chmielnickiego.

## Unia hadziacka
W 1658 roku została zawarta pomiędzy Hetmanatem a Rzecząpospolitą unia hadziacka, przekreślająca podległość Ukrainy Rosji i ustanawiająca Księstwo Ruskie jako trzeci równoprawny człon Rzeczypospolitej (obok Korony i Litwy). Przewidywała przekształcenie Rzeczypospolitej Obojga Narodów w unię trzech równorzędnych podmiotów prawnych (państw): Korony, Wielkiego Księstwa Litewskiego i Księstwa Ruskiego utworzonego z województw kijowskiego, bracławskiego i czernihowskiego (wcześniej stanowiących od unii lubelskiej (1569) część Korony). Konsekwencją unii było traktatowe ustanowienie odrębnych urzędów dla Rusi (stworzono funkcje marszałka ruskiego, obok marszałka koronnego i litewskiego, hetmana ruskiego, kanclerza ruskiego i inne stanowiska analogiczne do istniejących w pozostałych dwóch członach federacji), dopuszczenie posłów ruskich do Sejmu, a biskupów prawosławnych do Senatu. Państwo to miało posiadać własne wojsko, własny skarb, własne ministerstwa i urzędy, pod zwierzchnictwem hetmana z własnego wyboru. Szlachta wszystkich trzech państw miała wybierać wspólnie króla i wysyłać posłów na sejm walny. Unia brzeska miała zostać wykluczona na terenie Księstwa Ruskiego, wyższe duchowieństwo prawosławne otrzymało uprawnienia równające je z łacińskim, m.in. prawo zasiadania w polskim Senacie, zastrzeżono, że tylko prawosławny może sprawować w tym państwie urząd publiczny, tym sposobem prawosławie otrzymało w Księstwie uprzywilejowane stanowisko. Tysiąc Kozaków (starszyzny kozackiej) otrzymało nadanie praw szlacheckich jednorazowo, a stu Kozaków (z każdego pułku kozackiego) zatwierdzonych przez hetmana miało z rąk króla otrzymywać szlachectwo corocznie. Postanowienia unii obejmowały również przyjęcie do etatowego rejestru kozackiego 30 tysięcy Kozaków, a także powrót szlachty (polskiej i ruskiej) do jej majątków na Ukrainie Naddnieprzańskiej. Unia hadziacka stanowiła prawnomiędzynarodowe przekreślenie ugody perejasławskiej (zawartej pomiędzy Radą Kozacką i Bohdanem Chmielnickim a Wasylem Buturlinem występującym jako pełnomocnik cara Rosji), na mocy której Ukraina została poddana jurysdykcji Rosji.
Unię hadziacką zatwierdził sejm Rzeczypospolitej i zaprzysiągł (ratyfikował) król Jan II Kazimierz Waza. W konsekwencji unii wojsko kozackie przeszło na stronę Rzeczypospolitej i 8 lipca 1659 roku pokonało pod buławą Iwana Wyhowskiego próbującą interweniować zbrojnie na Ukrainie Naddnieprzańskiej armię moskiewską w bitwie pod Konotopem.
Przeciwdziałanie Rosji (doprowadzenie do buntu miejscowego chłopstwa ruskiego tzw. czerni, w którym zginął Jerzy Niemirycz (kanclerz ruski) i został obalony hetmanat Iwana Wyhowskiego na rzecz marionetkowego Jerzego Chmielnickiego) sprawiło, iż unia hadziacka ostatecznie nie weszła w pełni w życie. Po śmierci Niemirycza postulat Księstwa Ruskiego nie został z inicjatywy żadnej ze stron ponowiony (p. ugoda cudnowska 1660).
Postanowienia unii nie weszły ostatecznie w życie.

## Okres Ruiny 1657-1687
Długotrwała wojna Rosji z Rzecząpospolitą (1654–1667) doprowadziła ostatecznie do podziału terytorium Hetmanatu pomiędzy Rzeczpospolitą i Rosję. Kończący działania wojenne rozejm andruszowski z 1667 roku rozstrzygnął, że Rzeczpospolita traci na rzecz Rosji Zadnieprze, czyli województwo czernihowskie i około połowy (ok. 250 tys. km²) województwa kijowskiego. Podział terytorium Ukrainy między Rzeczpospolitą a Carstwo Rosyjskie został potwierdzony w 1686 traktatem Grzymułtowskiego, który oprócz cesji Zadnieprza uznawał władzę Rosji nad Kijowem z okręgiem. Również w 1686 prawosławna metropolia kijowska (podległa dotąd Patriarchatowi Konstantynopola) została podporządkowana Patriarchatowi Moskiewskiemu.

## Rządy Iwana Mazepy
Pod koniec lipca 1687, po aresztowaniu przez Rosjan pod Kołomakiem hetmana Iwana Samojłowycza, zwołano radę kozacką, która dzięki rosyjskiemu poparciu wybrała na nowego hetmana Iwana Mazepę. W dzień po wyborze Mazepa podpisał artykuły kołomackie, będące kontynuacją artykułów konotopskich.
W okresie rządów Mazepy nie toczyła się żadna wojna wewnętrzna, w związku z tym ustabilizowała się sytuacja społeczna. Do nowej elity społecznej – starszyzny zaliczono wszystkich członków ich rodzin. Stan ten był oddzielony od zwykłego kozactwa. Za czasów Mazepy jego członkowie zaczęli nazywać się szlachtą, i podkreślać pochodzenie od dawnej ruskiej szlachty. Poszukiwano szlachetnie urodzonych przodków, i na tej podstawie przyjmowano ich herby. W majątkach starszyzny na przełomie XVII i XVIII wieku zaczęto również wprowadzać pańszczyznę, zniesioną po powstaniu Chmielnickiego.
Za czasów Mazepy jednak wojska kozackie musiały towarzyszyć rosyjskim w ich wyprawach. W 1689 Kozacy brali udział w wyprawie na Krym, a w latach 1695-1699 w wojnie azowskiej.
W 1700 wybuchła wojna północna pomiędzy Szwecją z jednej strony a Rosją, Danią, Saksonią, Polską i Prusami z drugiej.
Również Hetmanat dostarczył Rosji znaczny kontyngent wojsk walczących głównie na terenie Estlandii, Liwonii i Litwy. W 1705 Polska podpisała w Warszawie traktat pokojowy ze Szwecją. Wtedy Mazepa rozpoczął wymianę listów z nowym królem polskim Stanisławem Leszczyńskim. Po wprowadzeniu w 1706 na Ukrainę rosyjskich wojsk, które zachowywały się, jak na podbitym terytorium, Mazepa zdecydował się zmienić sojusze. Na początku 1708 zawarto tajną ugodę pomiędzy Hetmanatem, Polską i Szwecją, gwarantującą Hetmanatowi autonomię na wzór Księstwa Ruskiego.
W październiku 1708, po porażce ataku na Moskwę, wojska szwedzkie pod dowództwem króla Karola XII wycofały się na ziemie ukraińskie, na terytorium pułku starodubskiego, i skierowały się na południe. Za nimi podążały wojska rosyjskie. Car Piotr I zaczął naciskać na Mazepę, aby zaatakował Szwedów. Kiedy wojska rosyjskie były o dwa dni drogi od stolicy – Baturyna, hetman Mazepa pozostawił 3-tysięczną załogę do obrony stolicy, a sam z 4-tysięczną armią przyłączył się do wojsk Karola XII.
Na wiadomość o tej zdradzie car wydał rozkaz zniszczenia Baturyna. Miasto oblężone od 11 listopada 1708, zostało zdobyte 13 listopada. Najpierw wojska rosyjskie wymordowały załogę kozacką, a później większość ludności miasta (6-15 tysięcy osób).
16 listopada w Głuchowie przeprowadzono symboliczną egzekucję hetmana Mazepy, wieszając jego kukłę na szubienicy. 17 listopada hetmanem ogłoszono Iwana Skoropadskiego. 23 listopada 1708 ogłoszono nałożenie na hetmana Mazepę anatemy, która obowiązywała przez następne 200 lat (klątwę cerkiewną powtarzano we wszystkich cerkwiach Imperium Rosyjskiego corocznie w pierwszą niedzielę Wielkiego Postu).

## Lata 1708–1714
Wojska szwedzko-kozackie ciężko przetrwały zimę 1708/1709, brakowało kwater, odzieży i żywności. Na początku 1709 podjęły próbę opanowania Słobodzkiej Ukrainy. W czasie walk zniszczono Krasnokuck, Kotelwę, Murachwę, Opisznię. Propaganda carska przedstawiała Szwedów jako okupantów i bezbożników, a Mazepę jako „Lacha”, co nastawiało do nich wrogo miejscową ludność.
W marcu 1709 na stronę Mazepy przeszła Sicz Zaporoska, do tej pory wroga hetmanowi. 6 kwietnia ataman koszowy Kost Hordijenko przyprowadził na odsiecz 8-tysięczne wojsko, rozbijając po drodze kilka rosyjskich garnizonów. W odpowiedzi na to car Piotr I na początku maja wysłał w dół Dniepru 2-tysięczny pułk pod dowództwem Jakowlewa. Spalił on kozackie miasteczko Kełeberda, następnie zdobył i wyciął kozacką twierdzę Perewołoczna (zginęło 3 tysiące mieszkańców), a 25 maja dzięki podstępowi pułkownika Hnata Hałahana zdobył bez walki Sicz Zaporoską, gdzie również kazał ściąć 300 obrońców.
Zarówno wojska rosyjskie, jak i szwedzko-kozackie, kierowały się na Połtawę, gdzie znajdowały się obficie zaopatrzone magazyny. Wojska obu stron spotkały się tam 8 lipca 1709. Po kilkugodzinnej walce armia szwedzko-kozacka została rozgromiona.
Przegrani starali się przedostać przez Dniepr na ziemie należące do Turcji. Karol XII z hetmanem Mazepą przeprawili się w nocy z 10 na 11 lipca, 18 lipca dotarli do Oczakowa, a 12 sierpnia do Benderów. Oprócz nich przez granicę przedostało się kilka tysięcy Kozaków. Wyczerpany marszem i załamany porażką Mazepa zmarł 2 października 1709.
W Benderach znajdowało się około 4-5 tysięcy Kozaków (głównie Zaporożców), oraz około 45 osób starszyzny kozackiej. 16 kwietnia 1710 wybrali oni na hetmana Pyłypa Orłyka. W tym samym dniu zawarł on ze starszyzną i wojskiem umowę, zwaną Konstytucją Praw i Wolności Wojska Zaporoskiego (Pacta et Constitutiones legum libertatumque Exercitus Zaporoviensis), określającą główne elementy państwa – granice, terytorium, pojęcie narodu, władze, finanse, sądownictwo, religię.
W maju hetman Orłyk podpisał porozumienie o sojuszu z Karolem XII, rozpoczął też akcję dyplomatyczną w Turcji i w Polsce. Wskutek m.in. tych działań pod koniec listopada 1710 sułtan wypowiedział wojnę Rosji.
Wojna ta zakończyła się rosyjską porażką i podpisaniem traktatu pruckiego.
W styczniu 1711 hetman podpisał ugodę z chanem krymskim Devlet Girejem. Zaraz po jej podpisaniu wojska chana ruszyły na Ukrainę Słobodzką, docierając do Charkowa. Jednak głęboki śnieg utrudnił działania wojenne, i wyprawa chana zakończyła się bez sukcesów. W tym samym czasie hetman Orłyk przekroczył Dniestr z oddziałem polskim i 20-tysięczną ordą budziacką i białogrodzką. Początkowo do wyprawy przyłączali się ochotnicy, powiększając siły hetmana z 3 do 16 tysięcy. Jednak podczas przedłużającego się oblężenia Białej Cerkwi orda rozpuściła zagony aż po Dniepr, zdobyła jasyr, i wycofała się z łupem na swoje stepy. Wobec słabości własnych sił hetman zmuszony był również wycofać się za granicę. Popularność hetmana wskutek akcji Tatarów znacznie spadła, mimo ukarania winnych przez sułtana, i uwolnienia jasyru.
16 marca 1712 sułtan wydał przywilej dla Filipa Orłyka, gwarantujący protektorat (bez płacenia daniny, ale z obowiązkiem służby wojskowej). W lutym 1713 oddział kozacki pod dowództwem Danyła Horłenki wyruszył zająć i umocnić się na Prawobrzeżnej Ukrainie, i napotkał opór wojsk polskich. W międzyczasie, 24 czerwca 1713 Rosja i Turcja zawarły pokój adrianopolski.
Tymczasem walki polsko-kozackie toczyły się do wiosny 1714, aż Polska i Turcja podpisały 22 kwietnia 1714 traktat pokojowy potwierdzający postanowienia pokoju karłowickiego. W związku z tym hetman Pyłyp Orłyk udał się na emigrację do zachodniej Europy, a Kozacy w nadziei uzyskania amnestii powrócili na Sicz.

## Likwidacja autonomii kozackiej
Po klęsce hetmana Mazepy, i śmierci lub emigracji dużej części starszyzny kozackiej, zaczęto powoli likwidować autonomię Hetmanatu, Ukrainy Słobodzkiej i Siczy Zaporoskiej. Wprowadzono obowiązek utrzymywania 8-11 carskich pułków, ograniczono handel tworząc listę „towarów zakazanych”, których wywożenie za granicę było zabronione, zaczęto powoli wprowadzać pańszczyznę. Samorządność kozacką zwalczano na dwa sposoby – ograniczając uprawnienia instytucji samorządowych, a z drugiej strony dając ulgi dla uprzywilejowanych grup ludności (starszyzny kozackiej i bogatszego mieszczaństwa).
W 1715 wprowadzono prawo, na mocy którego hetman mógł zatwierdzać pułkowników kozackich po uprzednim uzyskaniu zgody carskiego rezydenta. Od lat 30. XVIII wieku pułkowników wyznaczały już władze rosyjskie, nie pytając hetmana o zdanie.
Na mocy hetmańskiego uniwersału, w związku z ogólną biedą panującą wśród Kozaków, w 1735 podzielono ich na dwie grupy: wybornych (bogatszych, pełniących osobiście służbę wojskową), oraz podpomocników (biedniejszych, dostarczających wojsku żywność, konie, amunicję itp).
Od roku 1775 tytuł hetmana wojsk kozackich przysługiwał panującej rodzinie carskiej. Starszyzna kozacka została zrównana w prawach z dworiaństwem rosyjskim, a wolnych Kozaków zrównano z chłopami rosyjskimi (kriepostniki).